# Militärordinariat von Ecuador
Das Militärordinariat von Ecuador ist ein Militärordinariat in Quito und zuständig für die Streitkräfte von Ecuador. Die Kathedrale ist die Basilika La Merced in Quito.

## Geschichte
Das Militärordinariat in Ecuador betreut Angehörige der Streitkräfte des Landes, katholischer Konfessionszugehörigkeit, seelsorgerisch. Es wurde durch Papst Johannes Paul II. am 30. März 1983 errichtet. Nach gegenseitigem Beschluss zwischen dem Heiligen Stuhl und der Republik Ecuador befindet sich der Sitz des Militärordinariats in Quito. Aus der Verlautbarung der päpstlichen Bulle vom 30. März 1983 wurde Juan Ignacio Larrea Holguín der Weihbischof von San Salvador zum ersten Militärbischof von Ecuador (Militär) am 5. August 1983 in sein Amt eingeführt.

## Militärbischöfe
| Nr. | Name                         | Amt                                                       | von              | bis               |
| --- | ---------------------------- | --------------------------------------------------------- | ---------------- | ----------------- |
| 1   | Juan Ignacio Larrea Holguín  | Titularbischof von Novi Koadjutorerzbischof von Guayaquil | 5. August 1983   | 7. Dezember 1989  |
| 2   | Raúl Eduardo Vela Chiriboga  | Titularbischof von Pauzera                                | 8. Juli 1989     | 21. März 2003     |
| 3   | Miguel Angel Aguilar Miranda |                                                           | 14. Februar 2004 | 18. Juni 2014     |
| 4   | René Coba Galarza            |                                                           | 18. Juni 2014    | 12. Dezember 2019 |
| 5   | José Miguel Asimbaya Moreno  |                                                           | 31. Januar 2023  |                   |